# خارماهی‌های آسیایی
خارماهی‌های آسیایی (نام علمی: Lateolabrax) نام یک سرده از زیرراسته سوف‌ماهی‌شکلیان است.